# カランタン
カランタン （Carentan）は、フランス、バス＝ノルマンディー地域圏、マンシュ県の旧コミューン。2016年1月1日、合併によってカランタン＝レ＝マレ（Carentan-les-Marais）となった。

## 地理
カランタンは広大な湿地帯の中心に位置し、トート川とドゥーヴ川の合流地点は豊かな牧草地に変えられている。『湿地の中心』（Capitale des Marais）であるカランタンは『コタンタンの門』（aux portes de la péninsule du Cotentin）であり、そしてヴェイ湾（fr）はマレ・デュ・コタンタン・エ・デュ・ベッサン地域圏自然公園の中心である。

## 歴史

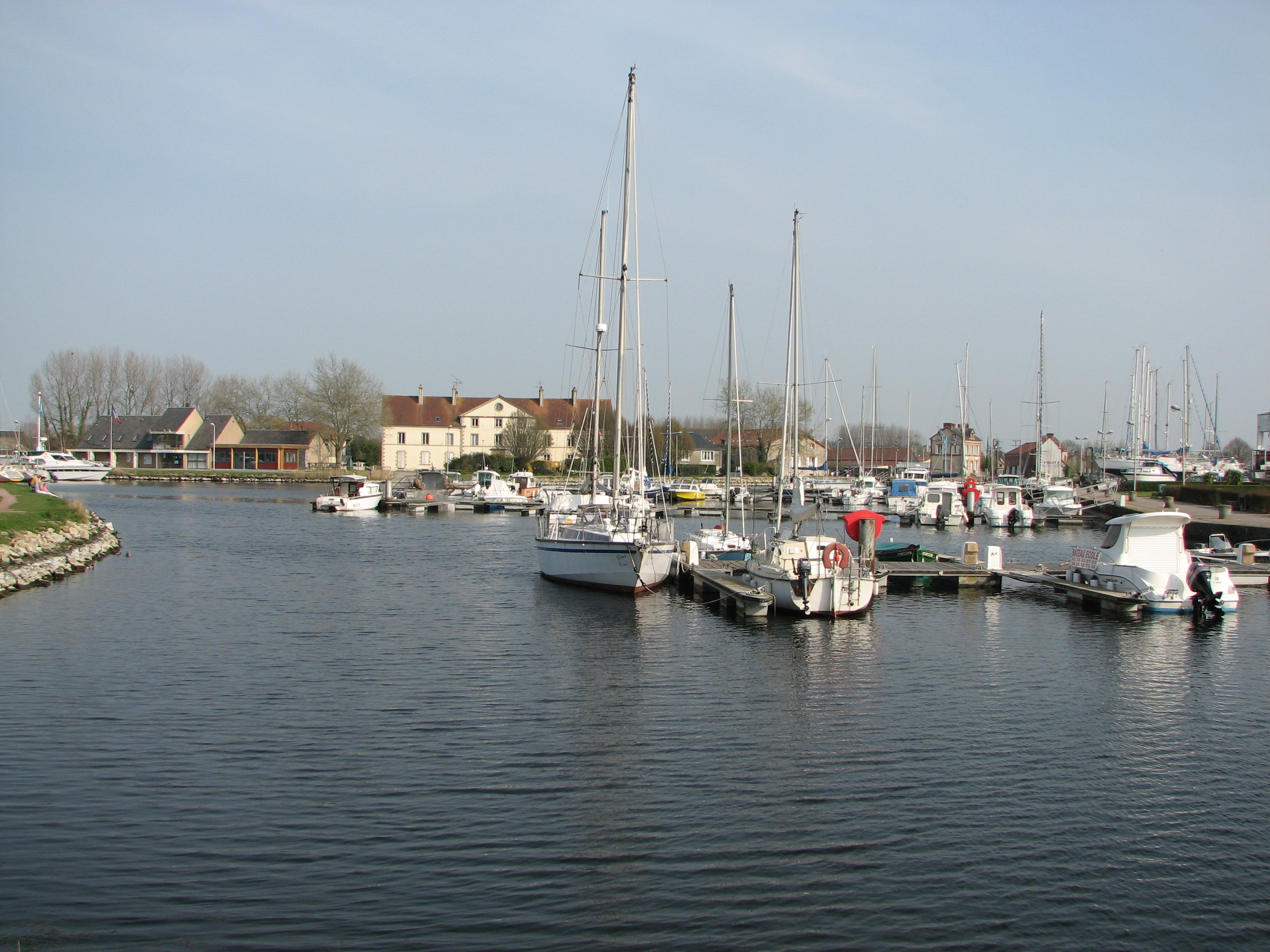
川港

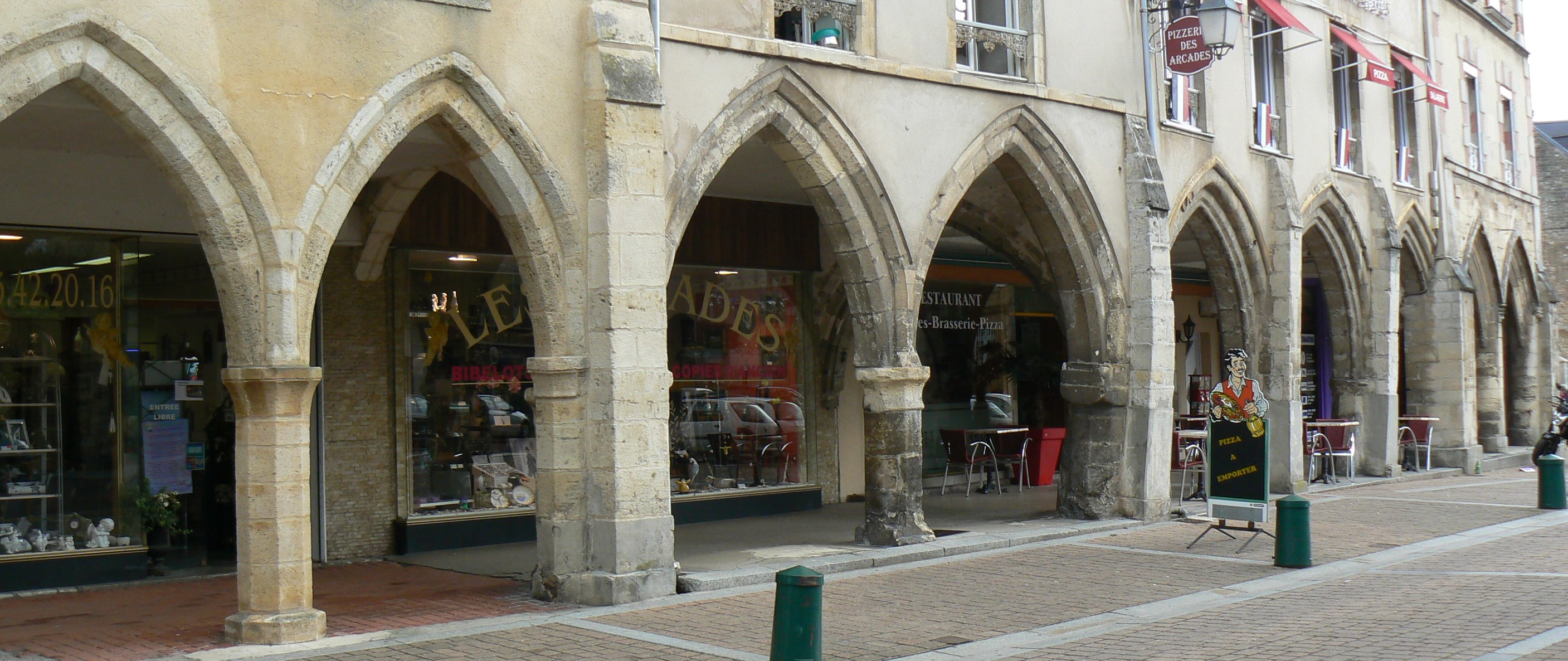
レピュブリック広場のアーケード

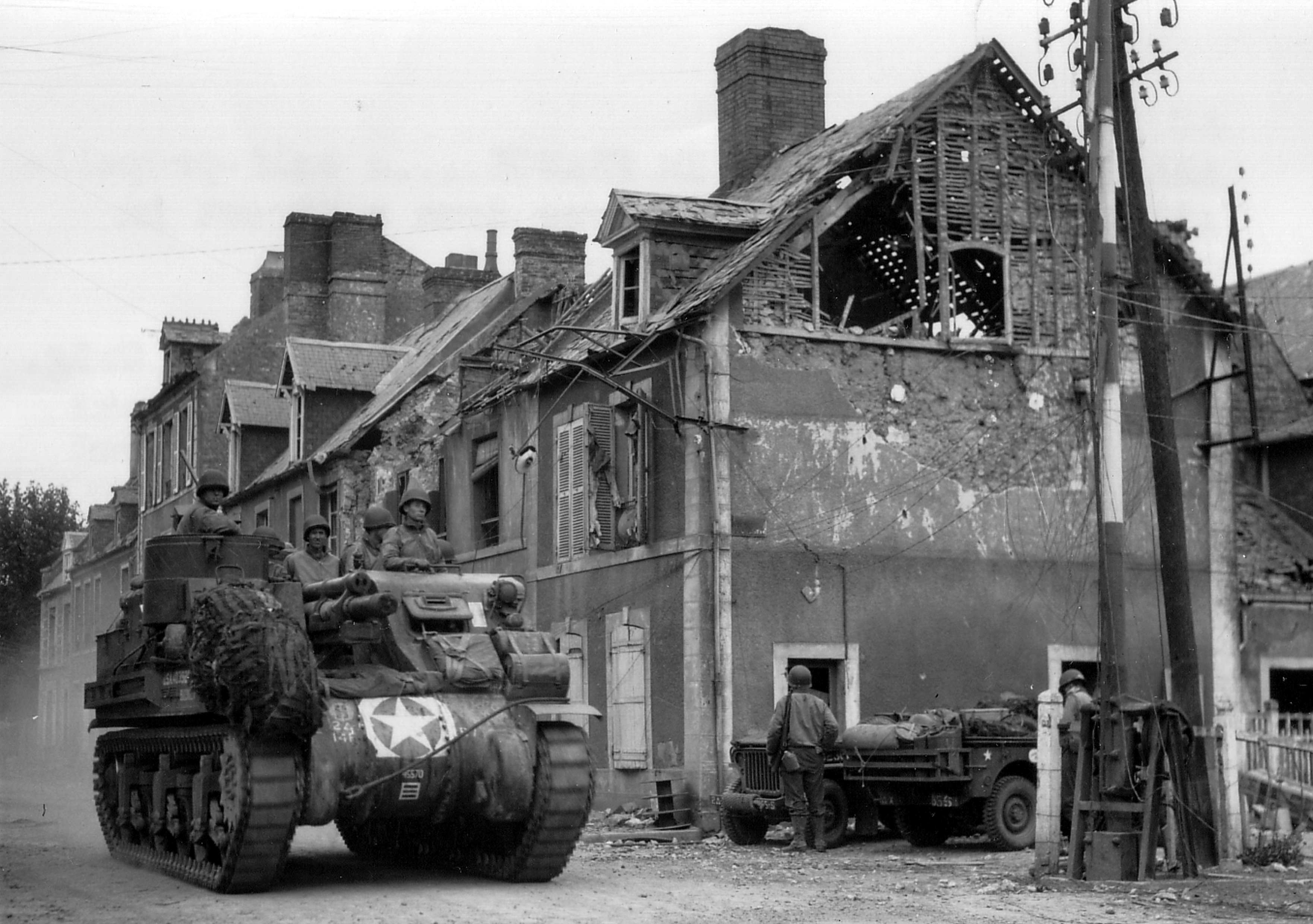
1944年、カランタンに入ったアメリカ陸軍

カランタンの非常に近い場所で過去に起きた戦闘から、この位置が勝敗のカギとなる場所であったことが示される。ガロ＝ローマ時代にはカレントマグス（Carentomagus）の名で呼ばれ、ヴァイキング襲来や仏英戦争においてしばしばまちは略奪にあい破壊されてきた。ブランシュ・ド・カスティーユの摂政時代にまちは城壁で囲まれていたが、1853年に取り壊されている。1790年から1795年まで、カランタン郡の郡庁所在地であった。
第二次世界大戦中の1944年6月12日、カランタンはアメリカ陸軍第101空挺師団とナチス・ドイツの降下猟兵師団の激しい戦闘の舞台となった。この戦いでアメリカ軍がカランタンを奪還した。まちの中に数箇所ある古い建物には、今もこの時の戦闘で生じた損傷が残っている。第101空挺師団の指揮官であったマクスウェル・D・テイラーは、1944年6月20日にカランタンで行われた式典の最中の爆撃で危うく命を落とすところだった。しかし、彼に花束を渡すために壇上にいた8歳の少女は、爆撃で受けた傷のために死亡している。

## 史跡
- ノートルダム教会 - 11世紀に建てられたロマネスク様式の建物は1443年に壊され、現在の建物は15世紀の代官がゴシック様式で再建したものである
- オテル・ド・ヴィル - コミューン庁舎。17世紀から18世紀。かつては大修道院のものであったが、その後学校や兵舎として使われていた。
- 中世のアーケード - レピュブリック広場のアーケードはノルマンディーでも珍しいものである。かつて四方をアーケードに囲まれた場所で市場が開かれていた。

## 人口統計
| 1962年 | 1968年 | 1975年 | 1982年 | 1990年 | 1999年 | 2008年 |
| ------ | ------ | ------ | ------ | ------ | ------ | ------ |
| 5 256  | 5 563  | 6 187  | 6 589  | 6 300  | 6 340  | 6 058  |

参照元=EHESSINSEE

## 交通
- バス - 郡運営のバス路線がある。シェルブール＝オクトヴィル - ヴァローニュ（fr） - カランタン - サン＝ロー間
- 鉄道 - マント＝ラ＝ジョリー - シェルブール線、カランタン駅
- 運河 - 運河によって船で海港と結ばれている

## 姉妹都市
- ヴァルトフィッシュバッハ＝ブルガルベン、ドイツ

## 出身者
- ジャン・ロレ（fr） - 17世紀の詩人
- フィリップ・ゴスラン（fr） - マンシュ県選出国会議員